# Irene Sponner
Irene Sponner (* 14. Juni 1867 in Hermannstadt (Sibiu), Siebenbürgen; † 23. März 1922 in Scheibbs) war eine österreichische Politikerin der Sozialdemokratischen Arbeiterpartei (SdP).

## Herkunft, Ausbildung und Beruf
Irene Sponner war die Tochter des Schulrates Ferdinand Wendt in Troppau und der Klara, geborene Strohmann. Nach dem Besuch der Volks- und Bürgerschule ging sie an eine Lehrerbildungsanstalt und wurde Bürgerschullehrerin in Wien.

## Politische Mandate
Vom 5. Juni 1919 bis zum 9. November 1920 war Sponner für die SdP Mitglied der Konstituierenden Nationalversammlung.